# Echoverleihung 2000
Der 9. Echo wurde am 9. März 2000 in Hamburg im Congress Center Hamburg vergeben. Erstmals in der Geschichte gab es keine Veränderungen der Kategorien. Gewinner des Abends mit jeweils zwei Trophäen waren Lou Bega, Echt und der Buena Vista Social Club.
Die Veranstaltung wurde von der ARD ausgestrahlt. Durch die Show führte Kim Fisher.

## Nationaler Nachwuchsförderpreis des Jahres
Ferris MC

## Nationaler Newcomer des Jahres
Sasha – Dedicated to…
- Beginner – Bambule
- Liquido – Liquido
- Lou Bega – A Little Bit of Mambo
- Massive Töne – Überfall

## Internationaler Newcomer des Jahres
Bloodhound Gang – Hooray for Boobies
- Britney Spears – … Baby One More Time
- Everlast – Whitey Ford Sings the Blues
- Jennifer Lopez – On the 6
- Tarkan – Tarkan

## Musikvideo des Jahres national
Echt – Du trägst keine Liebe in dir Regie und Kamera: Jan-Christoph Schultchen
- Die Fantastischen Vier – MfG – Mit freundlichen Grüßen
- DJ Tomekk  – 1,2,3, … Rhymes Galore
- Jan Delay – Irgendwie, irgendwo, irgendwann
- Lou Bega – Mambo No. 5

## Medienmann des Jahres
Hans R. Beierlein

## Handelspartner des Jahres
Dussmann, das Kulturkaufhaus aus Berlin

## Marketingleistung des Jahres
Alexander Abraham für Echt

## Produzent des Jahres
Stefan Raab

## Erfolgreichster nationaler Künstler im Ausland
Lou Bega

## Comedy Produktion des Jahres
Mundstuhl – Nur vom Allerfeinsten
- Badesalz – Voodoobabbel
- Helmut und Schrödi – Die Kanzler WG
- Die Wochenshow – Best of
- Taxi Sharia – Ützwurst und Osterwelle

## Jazz Produktion des Jahres
Buena Vista Social Club – Buena Vista Social Club

## Volksmusik Act des Jahres
Kastelruther Spatzen – Die Legende von Croderes
- Hansi Hinterseer – Mein Geschenk für dich
- Die Klostertaler – Alles o.k.

## Schlager Gruppe des Jahres
Die Flippers – Maskenball
- Brunner und Brunner – Sonnenlicht
- Dieter Thomas Kuhn und Band – Leidenschaft, Lust und Liebe
- Höhner – Best of 25 Jahre
- Truck Stop – Damenwahl

## Schlager Künstlerin des Jahres
Claudia Jung – Für immer
- Angelika Milster – Du bist mein Leben
- Juliane Werding – Der Weg 1972–1999
- Kristina Bach – Ganz schön frech
- Michelle – Nenn es Liebe oder Wahnsinn

## Schlager Künstler des Jahres
Wolfgang Petry – Alles live
- Jürgen Drews – Wieder alles im Griff
- Olaf Henning – Die Manege ist leer
- Roger Whittaker – Alles Roger 2
- Udo Jürgens – Ich werde da sein

## Dance Single des Jahres national
Loona – Mamboleo
- Aquagen – Ihr seid so leise
- E Nomine – Vater Unser
- Music Instructor – Get Freaky
- Passion Fruit – The Rigga-Ding-Dong-Song

## Gruppe des Jahres international
Buena Vista Social Club – Buena Vista Social Club
- Backstreet Boys – Millennium
- Bloodhound Gang – Hooray for Boobies
- Red Hot Chili Peppers – Californication
- The Offspring – Americana

## Gruppe des Jahres national
Die Fantastischen Vier – 4:99
- BAP – Comics und Pin-ups
- Echt – Freischwimmer
- Freundeskreis – Esperanto
- Modern Talking – Alone

## Künstler des Jahres international
Ricky Martin – Ricky Martin
- 2 Pac – Greatest Hits
- George Michael – Ladies & Gentleman
- Lenny Kravitz – 5
- Sting – Brand New Day

## Künstler des Jahres national
Xavier Naidoo – Nicht von dieser Welt
- Falco – The Final Curtain
- Lou Bega – A Little Bit of Mambo
- Marius Müller-Westernhagen – Radio Maria
- Sasha – Dedicated to…

## Künstlerin des Jahres international
Cher – Believe
- Alanis Morissette – Supposed Former Infatuation Junkie
- Britney Spears – … Baby One More Time
- Madonna – Ray of Light
- Whitney Houston – My Love Is Your Love

## Künstlerin des Jahres national
Sabrina Setlur – Aus der Sicht und mit den Worten von …
- Blümchen – Jasmin
- Sandra – My Favourites
- Sarah Brightman – Eden

## Erfolgreichster nationaler Song des Jahres
Lou Bega – Mambo No. 5
- Die Fantastischen Vier – MfG – Mit freundlichen Grüßen
- Ö La Palöma Boys – Ö La Palöma
- Oli.P – So bist du
- Xavier Naidoo – Sie sieht mich nicht

## Lebenswerk
Hildegard Knef